# Two (album Thomasa Andersa i Uwe Fahrenkroga)
Two – jedenasty album niemieckiego piosenkarza Thomasa Andersa oraz pierwszy album niemieckiego producenta Uwe Fahrenkroga, wydany 10 czerwca 2011 roku.

## Lista utworów
| Nr  | Tytuł utworu                      | Długość |
| --- | --------------------------------- | ------- |
| 1.  | „Gigolo”                          | 3:20    |
| 2.  | „No More Tears On The Dancefloor” | 3:36    |
| 3.  | „Summer Of Love”                  | 2:45    |
| 4.  | „Wicked Love”                     | 3:37    |
| 5.  | „Mr. Moon”                        | 3:53    |
| 6.  | „Nathalie”                        | 3:17    |
| 7.  | „Stay”                            | 3:17    |
| 8.  | „Hit Or A Miss”                   | 3:20    |
| 9.  | „Why Do You Cry”                  | 3:39    |
| 10. | „Maria”                           | 3:29    |
| 11. | „Army Of Love”                    | 2:47    |
| 12. | „I Miss You”                      | 3:40    |
|     |                                   | 40:40   |